# Tadelakt
Tadelakt is een waterdichte glanspleister op basis van een natuurlijke hydraatkalk. Het woord Tadelakt is afgeleid van het Arabische woord 'tadalaqt' wat inwrijven of kneden betekent.

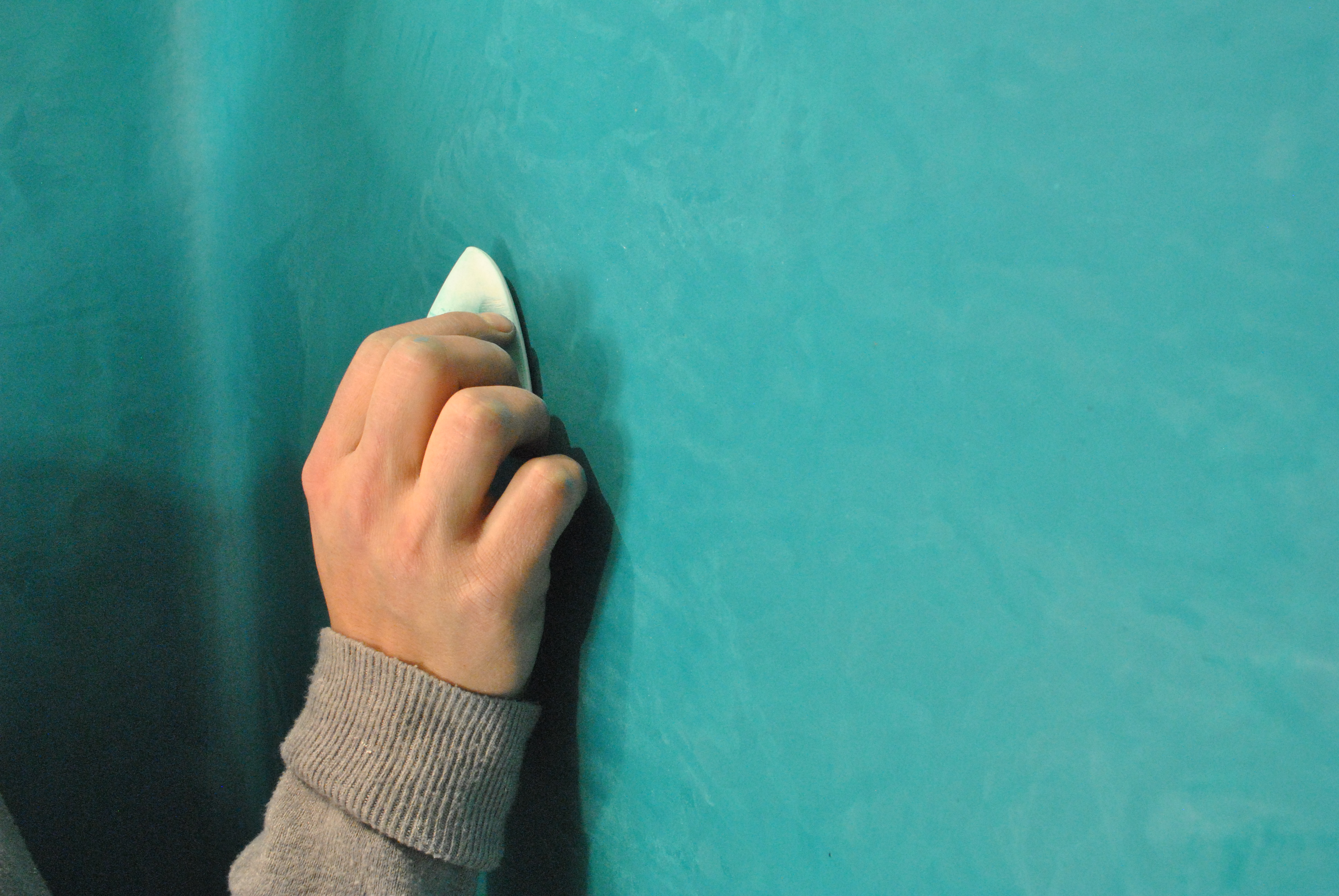
Tadelakt wordt 'gesteend'.

## Gebruik
De pleister wordt door een specialist als stucwerk aangebracht op de muur en vervolgens glad gepolijst. Bij Marokkaans Tadelakt wordt de pleister, een mengsel van kalk en marmerpoeder, tijdens droging glad gepolijst met een halfedelsteen en daarna verzadigd met olijfzeep. Door de bewerking met de steen en zeep krijgt de pleister een diep gewolkt effect en wordt tevens waterdicht.

## Toepassing
Tadelakt wordt o.a. toegepast op wanden, vloeren en ornamenten, omdat het volledig waterdicht is, wordt het daarom voornamelijk toegepast in badkamers, toiletten en keukens. Het fragiele karakter van het materiaal vereist zorgvuldig onderhoud. Het aanbrengen is zeer arbeidsintensief en vereist specialistische kennis.